# Карлсон, Джессика
Джессика Карлсон (англ. Jessica Carlson; род. 31 августа 1993, Нью-Йорк) — американская актриса.

## Биография
Джессика Карлсон родилась в Нью-Йорке, США. Её отец Дэвид — бывший глава американской торговой компании для нужд UBS и Morgan Stanley. Джессика окончила академию Милтона, Уэслианский университет, Новую школу, а также прошла курсы в театральном институте Ли Страсберга.
Она сыграла Лизель Мемингер в трейлере к роману «Книжный вор» на «Teen Book Video Awards 2006». В 2007 году в фильме «Синее платье» состоялся её актёрский дебют. 22 октября 2009 года вышел первый фильм кинотрилогии «История одного вампира», в котором Джессика сыграла роль девочки-обезьянки Ребекки Сыграла роль Лори в постановке «Brighton Beach Memoirs» театра Эмелин в Ларчмонте.
В 2019 году выйдет новый фильм с её участием — «Человек в лесу».
Не замужем, живёт в Нью-Йорке.

## Фильмография
| Год  |     | Русское название            | Оригинальное название                    | Роль          |
| ---- | --- | --------------------------- | ---------------------------------------- | ------------- |
| 2007 | ф   | Синее платье                | Blue Dress                               | Хэдли         |
| 2007 | ф   | Гоита                       | Goyta                                    | Мириам        |
| 2007 | ф   | Вся жизнь перед глазами     | The Life Before Her Eyes                 | девушка       |
| 2008 | с   | Закон и порядок             | Law & Order                              | Лорен Лортелл |
| 2009 | ф   | История одного вампира      | Cirque du Freak: The Vampire's Assistant | Ребекка       |
| 2010 | с   | Эта страшная буква «Р»      | The Big C                                | Кристин       |
| 2014 | кор | Будущее через прикосновение | A Future to Hold                         | Элли          |
| 2018 | кор | После выпускного            | After Prom                               | Эллисон       |
| 2020 | с   | Действие во имя дела        | Acting for a Cause                       | Лэйн          |
| 2020 | ф   | Человек в лесу              | The Man in the Woods                     | Ленор Фэйн    |

## Награды и номинации
- 2010 — Премия «Молодой актёр» в номинации «Лучшая актриса второго плана» за фильм «История одного вампира»[9].